# Carl Johan Brummer
Carl Johan Brummer, född 3 december 1814 i Nyköping, död 31 oktober 1871 i Stockholm, var en svensk tecknare och konstnär.
Han var son till kapten Carl Isak Brummer och Ingrid Sara Lemon. När moden dog tvingades Brummer att avbryta sin skolgång i Nyköping och han arbetade under fem års tid i en av Norrköpings klädfabriker. 
Brummer fortsatte därefter sin skolgång i Lund där han avlade studentexamen 1840. Han studerade konst vid konstakademien i Köpenhamn 1840-1847 samtidigt besökte han kurser i miniatyrmåleri. Han blev en uppskattad porträttmålare bland Köpenhamns societet och han medverkade i utställningarna på Charlottenborg 1844-1845 med porträttminiatyrer. Han flyttade till Stockholm 1847 och deltog där i undervisningen vid Konstakademien efter studierna levde han tillbakadraget och i fattigdom. Han ansågs av sin samtid som folkskygg och lite underlig och fick från 1867 ett litet pensionsunderstöd via en adelsfond. Trots detta var hans produktion relativt stor, han utförde 3 till 400 porträttminiatyrer mest i akvarell på elfenben, men även på papper. Från Stockholm gjorde han små utflykter till Dalarna, Gästrikland och Skåne där han hämtade motiv för sina landskap och genrebilder. Hans efterlämnade studier ställdes ut i Stockholm 1871. Brummer är representerad vid Nationalmuseums gravyr och teckningssamling med ett par laveringar samt vid Malmö museum och Gripsholm.